# Černovičky
Černovičky jsou bývalá obec, dnes součást obce Středokluky v okrese Praha-západ ve Středočeském kraji. Černovičky jsou vzdáleny 1,5 km severovýchodně od Středokluk a 4 km vzdušnou čarou od severozápadních hranic Prahy.

## Historie
Ves byla poprvé v historii zmíněna roku 1358.

## Památky

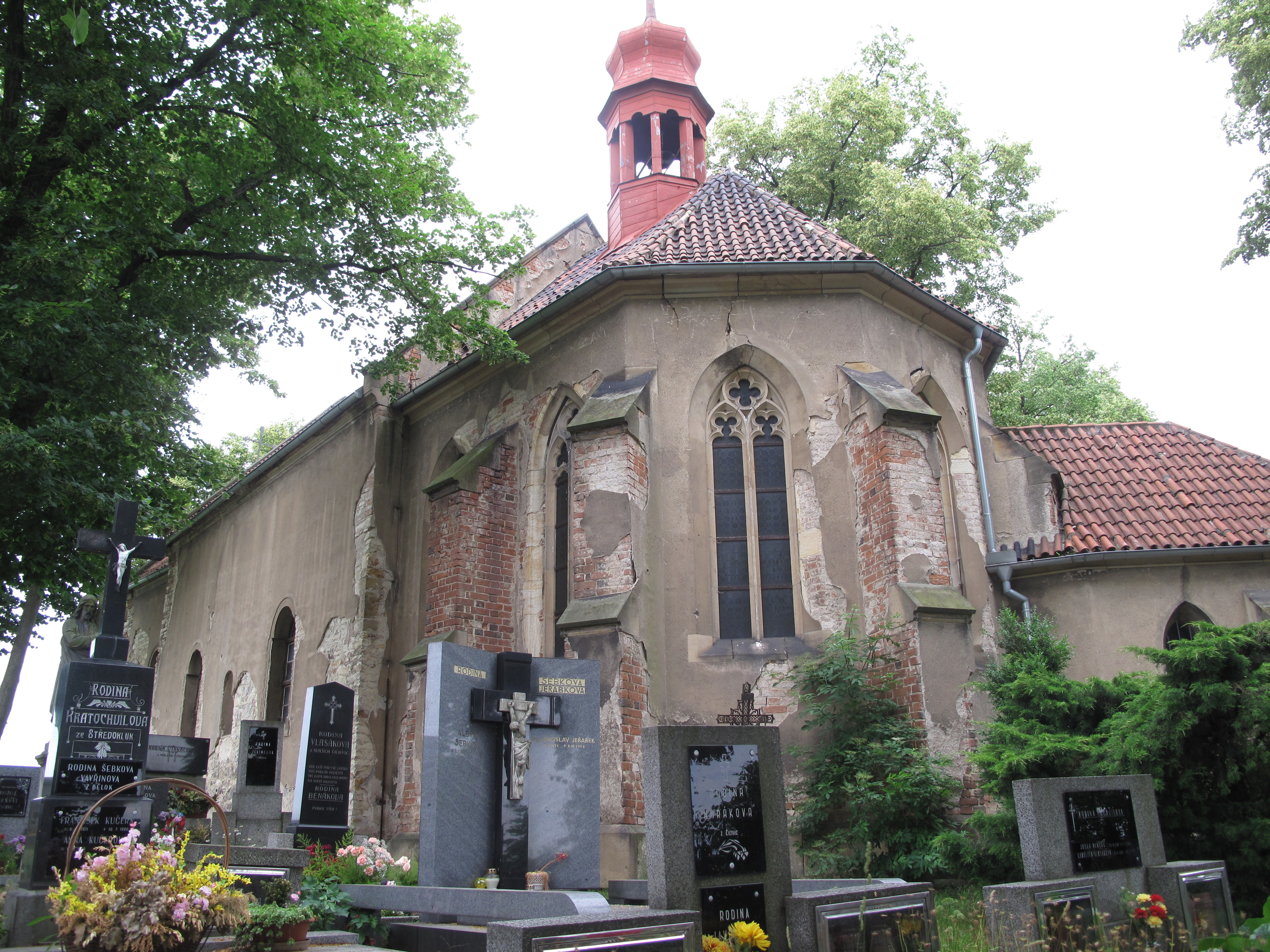
Kostel svatého Vavřince

V těsném sousedství se nachází některé pamětihodnosti, které však katastrálně příslušejí k obci Číčovice:
- Kostel sv. Vavřince – kostel románského původu byl později přestavěn goticky a nakonec barokně. V interiéru kostela jsou zachovány nástěnné malby ze 14. stol.
- Hrobní kaple sv. Floriána – barokní hrobní kaple z 2. pol. 18. stol. Stojí na přilehlém hřbitově u kostela sv. Vavřince.
- Přírodní památka Čičovický kamýk – buližníkový vrch severozápadně od vsi. Na vrcholu se nacházejí rozvaliny hranolové stavby, zřejmě zvonice nebo větrného mlýna.